# Nátrium-szorbát
A nátrium-szorbát a szorbinsav nátriumsója. 
Élelmiszer-adalékanyagként, tartósítószerként használják E201 néven.	
Megtalálható elsősorban borokban, sajtokban, hőkezelt termékekben, szószokban, levesekben és édességekben.
A szorbinsav más sóival (pl. kálium-szorbát (E202), kalcium-szorbát (E203)) ellentétben a nátrium-szorbát élelmiszer-adalékanyagként való használata nincs engedélyezve az Európai Unió területén a lehetséges genotoxikus hatásai miatt.

## Fordítás
Ez a szócikk részben vagy egészben  a   Sodium sorbate című angol Wikipédia-szócikk ezen változatának fordításán alapul.  Az eredeti cikk szerkesztőit annak laptörténete sorolja fel. Ez a jelzés csupán a megfogalmazás eredetét és a szerzői jogokat jelzi, nem szolgál a cikkben szereplő információk forrásmegjelöléseként.